# نو هی کیونگ
نو هی کیونگ (کره‌ای: 노희경؛ زادهٔ ۲۱ مارس ۱۹۶۶) فیلم‌نامه‌نویس و جستار نویس اهل کره جنوبی است.

## فیلم‌شناسی
- گزیدهٔ فیلم‌شناسی
- غم‌های ما (تی‌وی‌ان، ۲۰۲۲)[۲]
- زندگی کن (تی‌وی‌ان، ۲۰۱۸)
- دوستان عزیزم (تی‌وی‌ان، ۲۰۱۶)
- مشکلی نیست این عشقه (اس‌بی‌اس، ۲۰۱۴)[۳]
- بادی که در آن زمستان وزید (اس‌بی‌اس، ۲۰۱۳)[۴]
- معجزه (ام‌بی‌سی، ۲۰۰۶)
- خداحافظی تنهایی (کی‌بی‌اس۲, ۲۰۰۶)
- روزهای شگفت‌انگیز (اس‌بی‌اس، ۲۰۰۱–۲۰۰۲)
- عشق احمقانه (کی‌بی‌اس۲, ۲۰۰۰).[۵]
- ما واقعاً عاشق بودیم؟ (ام‌بی‌سی، ۱۹۹۹)
- زیباترین خداحافظی در جهان (ام‌بی‌سی، ۱۹۹۶)[۶]